# Bosc-Bérenger

Bosc-Bérenger este o comună în departamentul Seine-Maritime, Franța. În 1 ianuarie 2022 avea o populație de 198 de locuitori.